# 14-та окрема механізована бригада (Україна)
14-та окрема механізована бригада імені князя Романа Великого (14 ОМБр, в/ч А1008, пп В0259) — з'єднання Сухопутних військ Збройних Сил України.
Сформоване 1 грудня 2014 року з залишків розформованої 51-ї механізованої бригади й нових мобілізованих.

## Історія

### Передумови
У лютому 2014 року почалася російська збройна агресія проти України: Росія вторглася до Криму та анексувала його. Вже у квітні розпочалися бойові дії війни на сході, після захоплення Слов'янська Донецької області російськими диверсійними загонами під командуванням Ігоря Гіркіна. Влітку українські війська вели бої на російсько-українському кордоні, під Донецьком, Луганськом, та на Приазов'ї, ізолюючи угруповання бойовиків від постачання з Росії та розсікаючи утримувані ними території. Після втручання регулярної російської армії, українські сили зазнали низку поразок і були змушені відійти з-під Луганська, Іловайська та Новоазовська.

### Створення бригади
Після запеклих літніх боїв 2014 року на Донбасі, 51-шу механізовану бригаду було прийнято рішення розформувати. Бригада брала участь у звільненні Лисичанська, Сєвєродонецька, Рубіжного, Мар'їнки, Красногорівки, боях на Савур-Могилі та Дебальцевому.
Наприкінці 2014 року почалося формування 14-ї механізованої бригади. Новостворена частина нагороди і почесні назви 51-ї бригади не успадкувала. До лав 14-ї бригади стали 120 офіцерів розформованої 51-ї механізованої бригади, і військовослужбовці за контрактом. З 51-ї бригади у повному складі перейшли реактивно-артилерійський дивізіон, танковий батальйон, протитанкова батарея і ремонтно-відновлювальний батальйон. Танковий батальйон отримав нові танки з Львівського БТРЗ.
Командир 14-ї бригади — полковник Олександр Жакун, котрий до цього командував 13 БТрО. Місце дислокації бригади — місто Володимир.
До складу 14-ї бригади увійшов 1-й батальйон територіальної оборони «Волинь», що був перейменований перед цим на 99-й окремий мотопіхотний батальйон. Чисельність батальйону — 450 осіб з Волинської області.

### Бої за Дебальцеве
Підрозділи бригади були залучені до зимових боїв 2015 року за Дебальцеве. За свідченням генерал-майора Олександра Сирського, танки з 1-ї роти 14-ї бригади брали участь у прикритті військ, які виходили, — на передовій вели охоту на живця, виманюючи танки противника. Танки виходили з укриттів і потрапляли під вогонь українських «Булатів» з вогневих засідок. За словами Муженка, в цих дуелях і боях противник втратив декілька танків і дві БМП. Про участь танкової роти бригади у тих боях повідомляв також журналіст Юрій Бутусов.
4 липня 2017 року на Луганщині відбулись військові навчання із застосуванням техніки дистанційного розмінування УР-77. До занять залучалися інженерні підрозділи оперативно-тактичного угрупування «Луганськ», зокрема 14 ОМБр.
14 жовтня 2019 року бригаді було присвоєно почесне найменування «імені князя Романа Великого»

### Російське вторгнення в Україну 2022 року

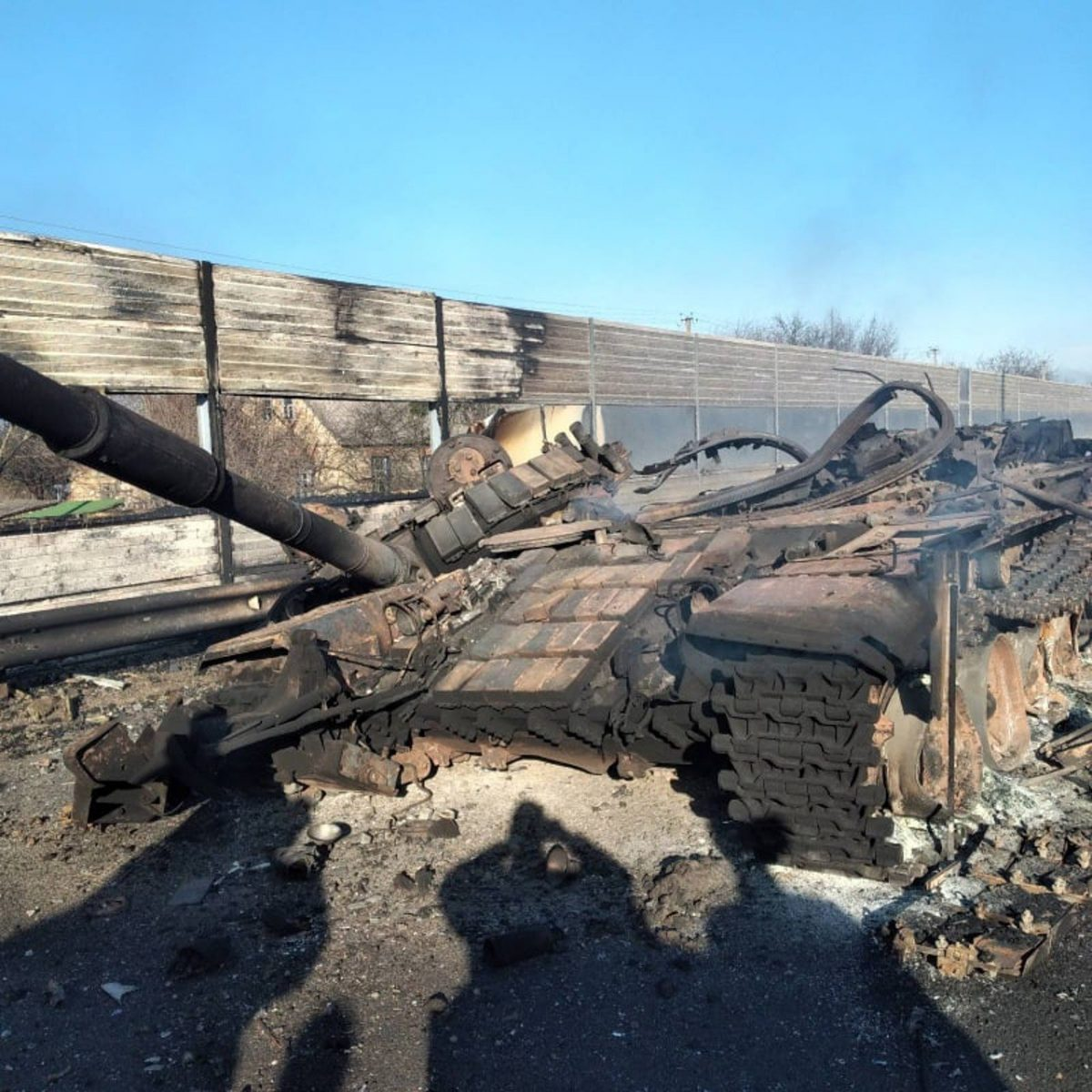
Згорілий російський танк Т-72, підбитий 8 березня 2022 танкістами 14-ї окремої механізованої бригади у бою за селище Макарів Київської області.

8 березня 2022 року три танкові екіпажі бригади брали участь у бою за визволення від російських окупантів селища Макарів Київської області, де підбили шість російських танків. В бою загинув екіпаж українського танка Т-64БВ у складі старшого сержанта Сергія Васіча, старшого солдата Віталія Пархомука та солдата Олега Свинчука.
13 квітня 2022 року бригада завдала удару з реактивних систем залпового вогню по колоні російських військових. Корегував український вогонь по колоні росіян безпілотник турецького виробництва Bayraktar TB2. Удари завдавалися з реактивних систем залпового вогню калібру 122 мм БМ-21 «Град».
5 травня 2023 року указом Президента України Володимира Зеленського бригада відзначена почесною відзнакою «За мужність та відвагу».
12 березня 2024 на Харківщині військовослужбовці бригади за допомогою FPV дронів-камікадзе знищили російську 152-мм САУ «Мста-С».

## Побут
26 жовтня 2018 року бригада перейшла на нову систему харчування за каталогом продуктів. Капеланське служіння проводить священник Ігор Бігун.
27 грудня 2019 митрополит Іоан (Яременко) подарував бригаді ікону Богородиці Покрова Воїнська. Також митрополит прочитав молитву у якій вручив під покров Богородиці 14 омбр.

## Діяльність

### Змагання

#### Кращий танковий взвод Збройних Сил України 2016
У серпні 2016 року танковий взвод 14 окремої механізованої бригади під командуванням капітана Романа Багаєва став кращим у Сухопутних військах, а у вересні того ж року — у всіх Збройних силах України. Переможцям вдалось обійти суперників з суто «танкових» 1-ї та 17-ї бригад.

#### Танкові змагання «Сильна Європа» 2017

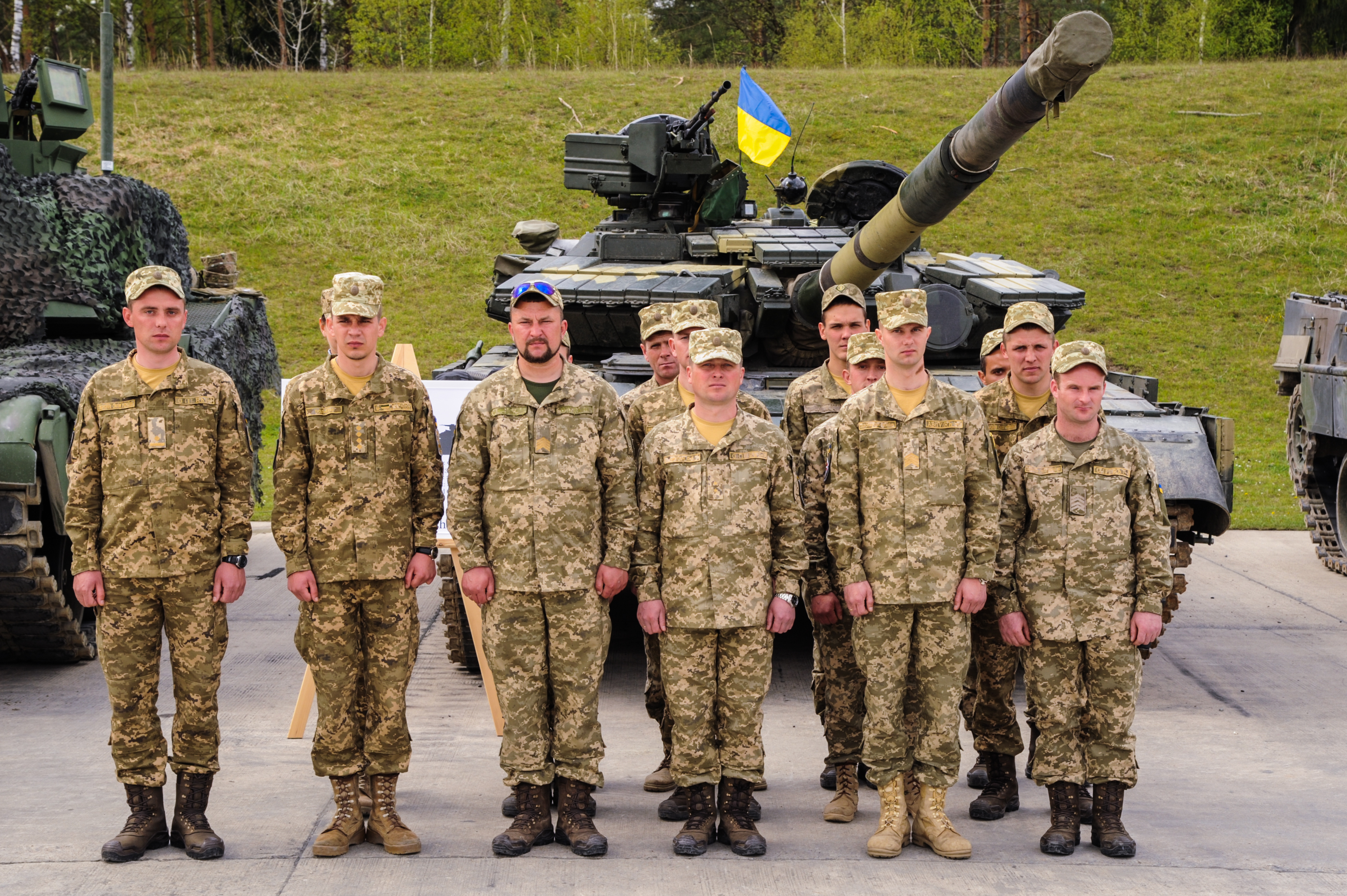
Команда України на церемонії відкриття танкових змагань «Сильна Європа» 2017 року

Танкісти 14-ї механізованої бригади на модернізованих Т-64БВ представляли Україну на міжнародних танкових змаганнях країн НАТО — Танкові змагання «Сильна Європа»-2017 (англ. Strong Europe Tank Challenge), які були проведені на полігоні Графенвер (нім. Grafenwöhr) у Німеччині. Україна здобула 5 місце з 6.

#### Танкові змагання «Сильна Європа» 2018

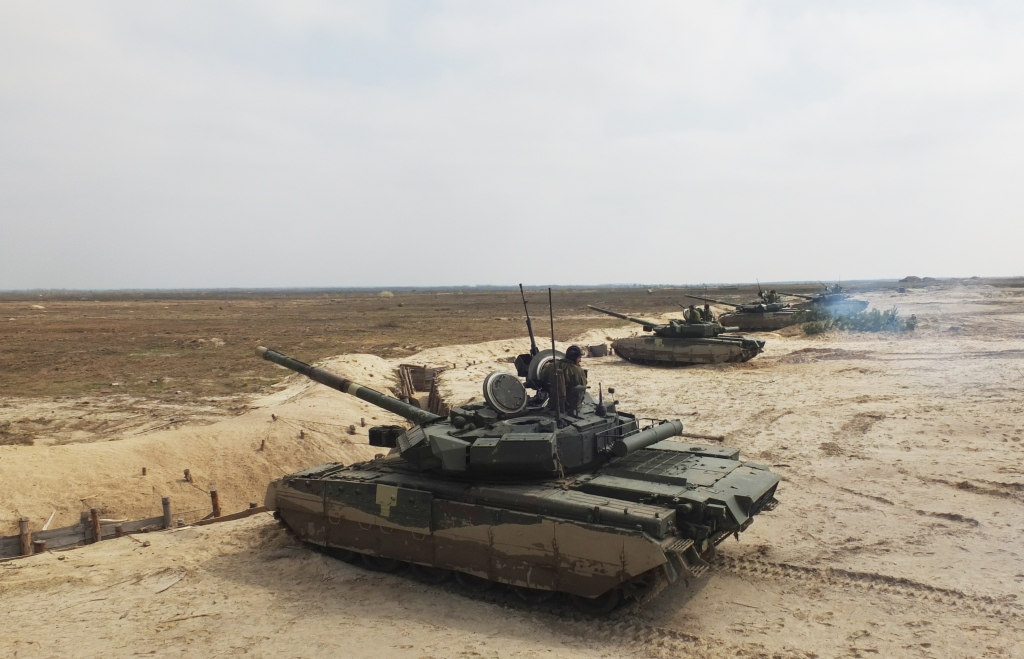
Підготовка до танкових змагань «Сильна Європа» 2018 року

19 квітня 2018 року на Рівненському полігоні пройшов завершальний етап підготовки танкового підрозділу до міжнародних змагань Strong Europe Tank Challenge, який полягав у пристрілці озброєння бойових машин і остаточному доопрацюванні представниками заводу виробника. Цього року українці виступатимуть на танках Т-84У «Оплот», які пройшли ремонт і модернізацію на Заводі ім. Малишева.
Перед тим танкісти взяли участь в багатонаціональних навчаннях «Combined Resolve X». Разом з ними у навчаннях братиме участь рота 79-ї окремої десантно-штурмової бригади.
За підсумками змагань українська команда посіла останнє 8 місце, хоча і з невеликим відставанням.

## Структура

### 2016
- управління (штаб)[25]
- 1 механізований батальйон[26]
- 2 механізований батальйон[27]
- 3 механізований батальйон[28]
- 1-й окремий мотопіхотний батальйон «Волинь»[29]
- танковий батальйон[30]
- зенітний ракетно-артилерійський дивізіон[31]
- бригадна артилерійська група:[32]
  - батарея управління та артилерійської розвідки[33]
  - самохідний артилерійський дивізіон 2С3М «Акація»[34]
  - самохідний артилерійський дивізіон 2С1 «Гвоздика»[35]
  - реактивний артилерійський дивізіон БМ-21 «Град»[36]
  - протитанковий артилерійський дивізіон МТ-12 «Рапіра»[37]
- рота снайперів[38]
- розвідувальна рота[39]
- вузол зв'язку[40]
- рота радіоелектронної боротьби[41]
- радіолокаційна рота[42]
- група інженерного забезпечення[43]
- рота РХБ захисту[44]
- батальйон матеріально-технічного забезпечення[45]
- ремонтно-відновлювальний батальйон[46]
- медична рота[47]
- комендантський взвод[48]

### 2024
- Штаб[49]

- 1-й стрілецький батальйон[50]
- 1-й механізований батальйон[51]
- 2-й механізований батальйон[52]
- 3-й механізований батальйон[53]
- Танковий батальйон[54]
- Артилерійська група[55]
- Зенітно-ракетний дивізіон[56]
- Розвідувальна рота[57]
- Інженерний батальйон[58]
- Логістичний батальйон[59]
- Рота зв'язку[60]
- батальйон безпілотних систем «Сапсан»[61]
  - група ударних БПЛА «ХАРОН»[62]
- медичний взвод[63] (або медична рота[64])

## Озброєння
Бронетехніка:
- БТР-4Е[65]
- МТ-ЛБ з встановленим кулеметом ДШКМ[66]
- БМП-1[67]
- БМП-2[68]

Танки:
- Т-84[69][70]
- Т-64БВ[71]
- Т-64БМ[72]
- Leopard 2A4[73]

Піхотна зброя: 
- Stinger[74]
- Piorun[75]
- Javelin[76]
- Стугна-П[77]

ЗРК:
- Стріла-10[78]

Артилерія:
- БМ-21 «Град»[79]
- 2С1 «Гвоздика»[80]
- 2С3 «Акація»[81]
- М777[82]

## Командування
- 2014—2018: полковник Жакун Олександр Миколайович[3]
- 06.2018—10.2021: полковник Войченко Сергій[83]
- 10.2021—06.2023: полковник Охріменко Олександр Петрович[84][85][86]
- 2023—2024: підполковник Трубніков Олексій[87]
- із 2024: полковник Сидоров Ярослав Ігорович[88]
- на 2025: підполковник Лисецький Анатолій[89]

## Символіка
У символіці 14 бригади використано один із варіантів герба Волинської землі — срібний хрест на червоному полі, що знаний від середини XVI століття. Хрест розташовано на трихвостій хоругві, що прикріплена до списа, який тримає закута в лати рука.

## Галерея

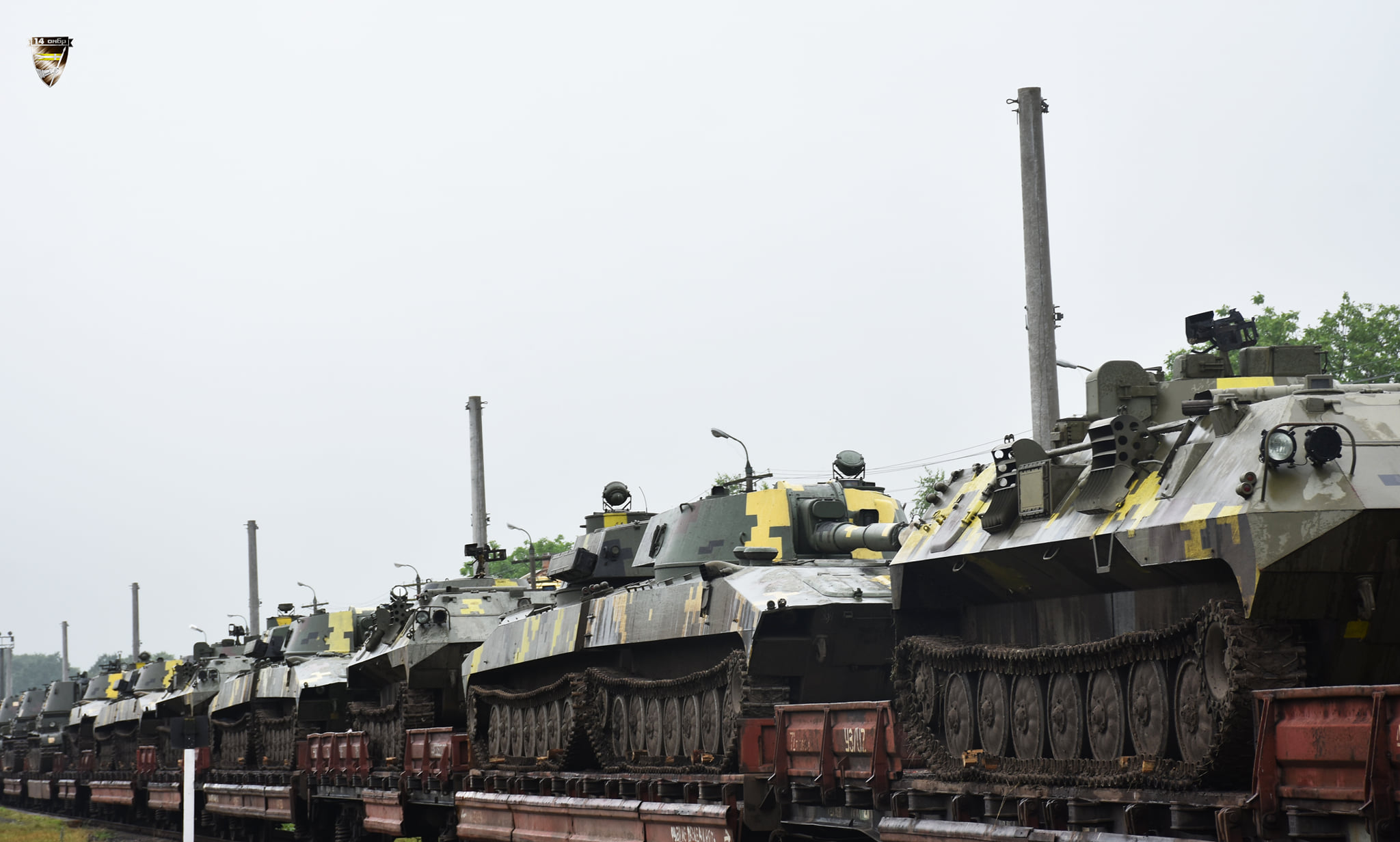
Артилерійський ешелон з 2С1, липень 2021
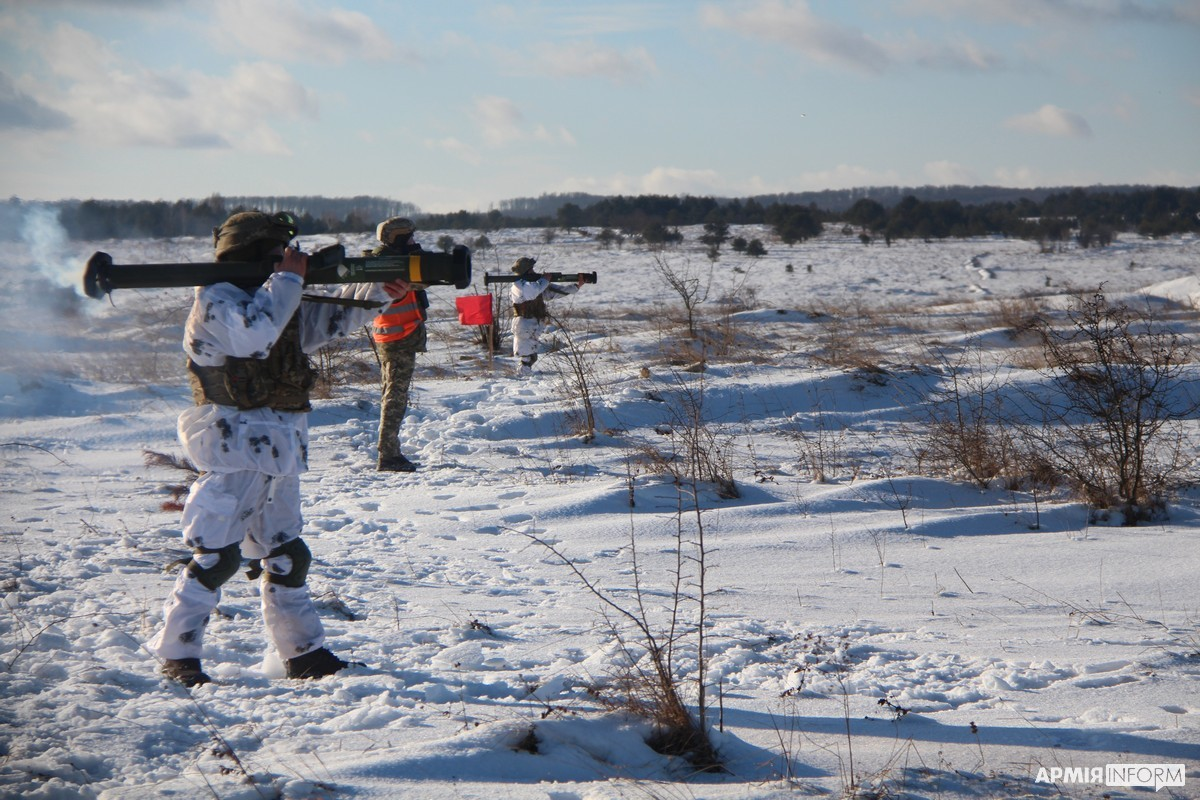
Тренування з M141 в січні 2022